# Change (band)
Change was een Italiaans-Amerikaans post-disco muziekformatie die werd gevormd in 1979.

## Geschiedenis
Change werd in 1979 opgericht door zakenman Jacques Fred Petrus. De meeste nummers werden geschreven en geproduceerd door zijn collega's Mauro Malavasi en Davide Romani in hun studio in Bologna, Italië. Nadat een nummer was geproduceerd werd het overgedragen naar de Verenigde Staten waar Amerikaanse zangers hun deel inzongen en de eindmix plaatsvond.
Het debuutalbum van Change, genaamd The Glow of Love, kwam uit in 1980. Hun eerste single "A Lover's Holiday" werd een groot succes. Op dit album was ook de zang te horen van Luther Vandross, die daarna doorbrak als artiest.
Er waren overeenkomsten met de band Chic, die op hetzelfde label zat, en achtergrondzangers deelde met Change.
Het tweede album Miracles kwam uit in 1981. Vanwege contractuele verschillen weigerde Vandross om de hoofdzang voor zijn rekening te nemen, maar hij was wel te horen als achtergrondzanger in enkele nummers op dat album. Miracles werd eveneens een commercieel succes, maar leverde minder hits op dan het eerste album.
Met het album Sharing Your Love uit 1982 ging Change een andere muzikale richting op. Er zijn hierop meer invloeden te horen van r&b en funk. De single "The Very Best In You" was hiervan een duidelijk voorbeeld.
Het album This Is Your Time (1983) zorgde niet voor het verwachte succes, en producenten Romani en Malavasi stapten op. Na dit mislukte album huurde Fred Petrus het net ontslagen producer-duo Jimmy Jam & Terry Lewis in. Zij produceerden het album Change of Heart in 1984. Het album verkocht goed en bracht Change weer terug in de hitlijsten. Ondanks deze ommekeer waren er conflicten over financiële zaken. Jam en Lewis zouden nooit volledig betaald zijn voor hun geleverde diensten, en vertrokken.
Producer Tim Allen, die ook deels meewerkte aan het vorige album, kreeg nu van Fred Petrus de mogelijkheid om het volgende album van Change te produceren. Dit was Turn on Your Radio uit 1985. Dit werd een dieptepunt qua verkoop, en bleek later het laatste album van de band te zijn.
1987 betekende definitief het einde van de groep na de mysterieuze dood van producent Jacques Fred Petrus.

### Revival
Nadat de oorspronkelijke Change verdween na Petrus' dood, probeerden Davide Romani, Mike Francis, en Patrick Boothe in 1990 het project opnieuw leven in te blazen. Onder de naam 'X-Change' wilden ze bij platenlabel BMG in 1992 een nieuw album uitbrengen. Vanwege een gebrek aan financiën stopte het project.
In 2009 werd dit probleem opgelost nadat Romani een deal sloot met het Italiaanse label Fonte Records om het album alsnog uit te brengen. Het kwam in 2010 uit onder de titel Change Your Mind.
Op 31 augustus 2018 bracht Change na 33 jaar een nieuw album uit met de titel "Love 4 Love". Het studioalbum bevat negen nummers.

## Bandleden
Change was een studioformatie bestaande uit sessiemuzikanten en een vaste groep die werd geleid door Jacques Fred Petrus en Mauro Malavasi. Artiesten die hebben gespeeld in de groep zijn:
- Luther Vandross
- Jocelyn Brown
- Zachary Sanders
- Krystal Davis Williams
- Yvonne Lewis
- Dennis Collins
- Tim Allen
- Diva Gray
- Deborah Cooper

- James Robinson
- Mike Cambell
- Vincent Henry
- Jeff Bova
- Nathaniel S. Hardy, Jr.
- Rick Gallwey
- Rick Brennan
- Andy Schwartz
- Toby Johnson

## Discografie

### Studioalbums
- The Glow of Love (1980)
- Miracles (1981)
- Sharing Your Love (1982)
- This Is Your Time (1983)
- Change of Heart (1984)
- Turn on Your Radio (1985)
- Change Your Mind (2010)
- Love 4 Love (2018)

### Compilatiealbums
- Greatest Hits (1985)
- The Artists Volume 2 (1985)
- Collection (1989)
- Best Of Change (1993)
- The Very Best of Change (1998)
- The Best of Change (2003, dubbel-cd)
- Album Collection (2006, 5 cd's)
- The Final Collection (2007, dubbel-cd)
- Greatest Hits & Essential Tracks (2009, dubbel-cd)

### Singles
- "A Lover's Holiday" (1980)
- "Searching" (1980)
- "Keep On It" (1982)
- "Change of Heart" (1984) (Alarmschijf)
- "You Are My Melody" (1984)
- "Examination" (1985)
- "Let's Go Together" (1985)
- "Oh What A Feeling" (1985)
- "Mutual Attraction" (1985)